# Termoelektrana
Termoelektrana es un pueblo ubicado en la municipalidad de Kakanj, en el cantón de Zenica-Doboj, Bosnia y Herzegovina. En este sitio opera una central termoeléctrica.

## Superficie
Posee una superficie de 0,63 kilómetros cuadrados.

## Demografía
Hasta 2013 la población era de 131 habitantes, con una densidad de población de 207,4 habitantes por kilómetro cuadrado.